# Helicodiscus hexodon
Helicodiscus hexodon är en snäckart som beskrevs av Leslie Raymond Hubricht 1966. Helicodiscus hexodon ingår i släktet Helicodiscus och familjen Helicodiscidae. IUCN kategoriserar arten globalt som nära hotad. Inga underarter finns listade i Catalogue of Life.